# Ryan Stoa
Ryan James Stoa, född 13 april 1987, är en amerikansk professionell ishockeyspelare som spelar inom NHL–organisationen Washington Capitals. Han har tidigare spelat på NHL–nivå för Colorado Avalanche.
Han draftades i andra rundan i 2005 års draft av Colorado Avalanche som 34:e spelare totalt.